# Davy Jones (mytologi)

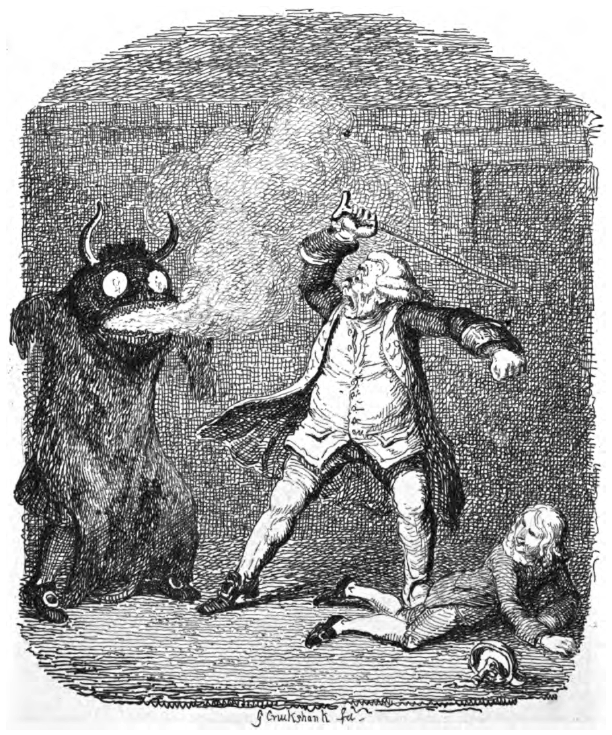
Davy Jones, teckning av George Cruikshank i The adventures of Peregrine Pickle 1832.

Davy Jones är en mytologisk varelse som brukar likställas med havets djävul. Drunknade sjömän och sjunkna fartyg brukar på engelska idiomatiskt sägas ha kommit till Davy Jones’ Locker.

## Ursprung
Första gången Davy Jones så vitt man vet nämns är i Daniel Defoes bok Four Years Voyages of Capt. George Roberts,  som utgavs 1726. I Tobias Smolletts bok The Adventures of Peregrine Pickle från 1751 berättas att Davy Jones härskar över alla onda andar i havets djup och att han brukar uppenbara sig i olika former vid oväder och orkaner och på skeppsvrak. Smollett beskriver också Jones' utseende med horn, svans, tre tänder och med blå rök som kommer ur hans näsborrar.
Ursprunget till sägnen är inte klarlagt, men namnet Davy Jones påstås ibland vara en förvrängning av namnen Duffy, ett spöke inom voodookulturen, och Jona, en profet som kastades i havet och svaldes av en stor fisk. Enligt en annan berättelse ägde Davy Jones en krog som ofta besöktes av sjömän. Jones drogade sjömännen och låste in dem i sin ölkällare så att de sedan kunde tvångsrekryteras i brittiska flottan. Francis Gros skriver i The Dictionary of the Vulgar Tongue från 1811 att Davy Jones egentligen är den varelse som i Danmark, Sverige och Norge kallas Näcken och att Davy Jones’ Locker är en benämning på havet.
En annan historia gör gällande att Davy Jones var en verklig sjörövare som levde på Indiska oceanen på 1630-talet och ytterligare en berättelse menar att Jones var samme person som Duffer Jones, en mytomspunnen sjörövare som ofta hamnade överbord. Davy Jones har också figurerat som kapten ombord på det legendariska spökskeppet Den flygande holländaren.
Uttrycket Davy Jones’ Lockers motsvarighet på svenska är "Davids höns under isen", som används för någon som försvunnit eller avlidit. Även det svenska uttryckets ursprung är oklar. Ett alternativt uttryck är "Pär Matssons höns under isen".

## Populärkulturen

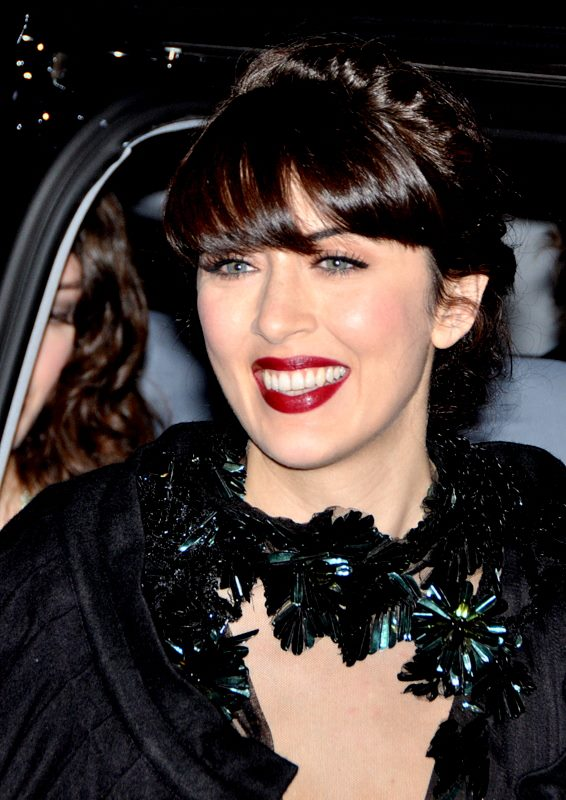
Nolwenn Leroy

På 1800-talet förekom Davy Jones och Davy Jones’ Locker i flera skönlitterära böcker om sjörövare och sjömän, bland annat Skattkammarön av Robert Louis Stevenson 1883, King Pest av Edgar Allan Poe 1835, Adventures of the Black Fisherman av Washington Irving 1824, Bleak House av Charles Dickens 1852 och Moby Dick av Herman Melville 1851. I J.M. Barries bok och pjäs Peter and Wendy om Peter Pan återges kapten Krok sjunga en sång som avslutas med "And hey for Davy Jones.". Han förekommer även i boken Djuphavspirater av Eric Linklater.
Bill Nighy spelade rollen som Davy Jones i Pirates of the Caribbean: Död mans kista 2006 och Pirates of the Caribbean: Vid världens ände 2007.
Han inspirerade den franska sångerskan och låtskrivaren Nolwenn Leroy för hennes låt "Davy Jones", återgiven på hennes 2012 album Ô Filles de l'eau.